# Mroczna Wieża V: Wilki z Calla
Wilki z Calla (ang. Wolves of Calla) – V tom cyklu Mroczna Wieża Stephena Kinga.
Książka zainspirowana jest filmem Akiry Kurosawy Siedmiu samurajów.

## Fabuła
Tajemnicze stwory, atakujące co dwadzieścia parę lat, zbliżają się znowu do miasteczka Calla Bryn Sturgis, znajdującego się na skraju Pogranicza. W roli obrońcy mieszkańców pojawia się Roland Deschain i jego towarzysze.

## Związki z innymi powieściami
W powieści pojawia się postać księdza Callahana, która wiąże "Wilki z Calla" z inną powieścią Kinga - Miasteczkiem Salem.

## Wydania
Wydanie amerykańskie: The Dark Tower V: Wolves of the Calla (2003)
Wydanie polskie: (2004) - Wydawnictwo Albatros A. Kuryłowicz